# مجموعه ورزشی پلاستر

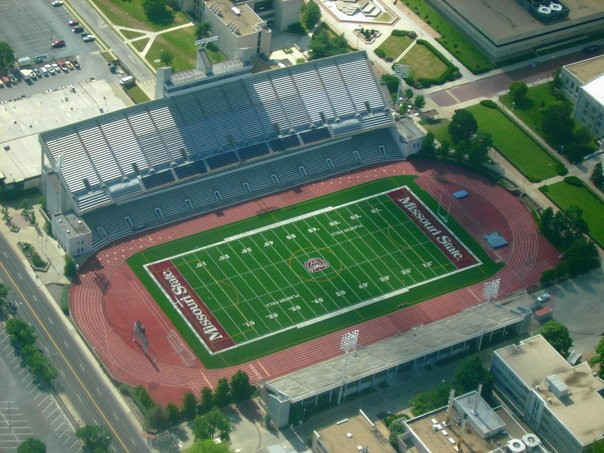

مجموعه ورزشی پلاستر (به انگلیسی: Plaster Sports Complex) با ظرفیت ۱۶٬۶۰۰ نفر در شهر اسپرینگ‌فیلد ایالت میسوری واقع شده‌استو دارای زمین چمن مصنوعی می‌باشد.